# Loreto Aprutino
Loreto Aprutino – miejscowość i gmina we Włoszech, w regionie Abruzja, w prowincji Pescara.
Według danych na rok 2004 gminę zamieszkiwało 7611 osób, 129 os./km².